# Sebastian (powieść)
Sébastien Roch – trzecia z kolei (1890) powieść francuskiego powieściopisarza Octave’a Mirbeau.

## Zarys treści

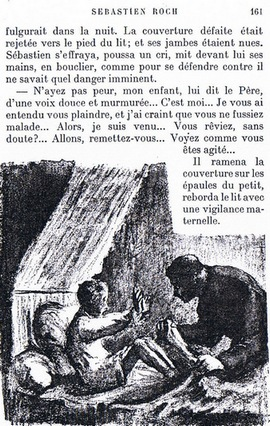
H.-G. Ibels, 1906

Powieść często przedstawiano jako utwór autobiograficzny. W istocie, życiorys autora wykazuje podobieństwa z fabułą powieści, przede wszystkim wspólne dla Mirbeau i dla głównego bohatera miejsce nauki – kolegium jezuitów w Vannes. Sebastian zawiera ostrą krytykę systemu nauczania obowiązującego w szkołach przyklasztornych. Porusza również problem gwałtu, zarówno fizycznego, jak i moralnego, na osobie kilkunastoletniego chłopca, który po tym doświadczeniu pogrąża się w apatii, by wreszcie zginąć w absurdalnym starciu podczas wojny francusko-pruskiej 1870 roku. Tym samym społeczeństwo traci wrażliwą i uzdolnioną artystycznie jednostkę, na jaką zapowiadał się Sebastian.

## Znaczenie
Ze względu na poruszaną tematykę utwór po opublikowaniu otoczyła kompletna cisza. Należy jednak przypisać mu istotny udział w rozpoczęciu dyskusji wokół nadużyć seksualnych kleru, które przed powstaniem Sebastiana stanowiły tabu. Mirbeau miał pełną świadomość ważkości zagadnienia i wracał do niego wielokrotnie w swoich pismach publicystycznych, atakując przyjęty model edukacji oraz – co symptomatyczne – jednego z nauczycieli kolegium w Vannes, księdza Stanislasa du Lac, w którym upatruje się pierwowzoru postaci ojca de Kern, uwodziciela małego Sebastiana.

## Zabiegi stylistyczne

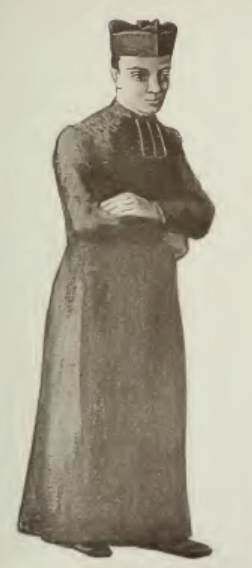
Henri-Gabriel Ibels, De Kern, 1906

W odróżnieniu od innych powieści Mirbeau, narracja w Sebastianie jest na ogół prowadzona w trzeciej osobie (poza fragmentami dziennika bohatera). Pozwala to zachować większy dystans do opowiadanej, niezwykle drastycznej rzeczywistości. Jednocześnie autor wykorzystuje technikę impresjonizmu literackiego, która odzwierciedla fragmentaryczność i ulotność wizji oraz spontaniczność doznań bohatera.
Polski przekład autorstwa Krystyny Byczewskiej ukazał się nakładem PIW w 1960 r.